# Hearts Beat Loud
Hearts Beat Loud è un film del 2018 diretto da Brett Haley.
La pellicola è stata presentata al Sundance Film Festival 2018 il 26 gennaio 2018.

## Trama
Frank Fisher conduce da 17 anni un negozio di dischi in vinile a Brooklyn e, con il contratto di affitto in scadenza, ha deciso di lasciare l'attività. La figlia Sam studia medicina nell'estate che la separa dal primo anno di università che si appresta ad affrontare a Los Angeles. Il padre la forza a distogliersi dagli studi per fare una jam session con lui, ex chitarrista di una band, che ha trasmesso la passione per la musica alla figlia. Frank scopre così che Sam aveva in un cassetto una canzone, Hearts beat loud, che merita di essere musicata e arrangiata a dovere. Così, con i mezzi di cui dispongono e in tempo record, padre e figlia registrano in casa la canzone con grande soddisfazione di entrambi.
All'insaputa della figlia, Frank carica la canzone su Spotify registrandosi come "We are not a band", nome che nasce direttamente da una discussione con la figlia nella quale il padre cercava invano di convincerla seriamente a formare un duo. Intanto Sam si innamora di Rose e riaccende definitivamente la sua passione musicale componendo altre canzoni. Frank riceve invece un'offerta dalla sua avvenente locataria Leslie che gli propone di rinnovare il negozio costituendo una società con lei.
Quando il pezzo dei Fisher sfonda su Spotify, al padre giungono delle offerte ma Sam, a pochi giorni dalla partenza per l'università, non vuole compromettere il futuro che ha pianificato per un sogno molto aleatorio. I tentativi di persuasione del padre naufragano definitivamente quando per convincere la figlia tira in ballo la mamma, anche lei cantante, morta in un incidente in bicicletta tanti anni prima.
Frank rifiuta l'offerta di Leslie e, nell'ultimo giorno di apertura del negozio, si riconcilia con la figlia improvvisando un concerto live all'interno dello stesso, che è accolto con entusiasmo da tutti gli intervenuti. Sam deve ora partire ed è combattutissima dovendo rinunciare ad un principio di possibile carriera musicale caldeggiato dal padre, e dovendosi separare dalla ragazza che ama. Qualche mese più tardi Frank gestisce il bar dell'amico Dave ed è raggiunto da Leslie che gli fa intendere di volerlo frequentare, mentre Sam, che non ha rinunciato all'università, canta la sua canzone in una serata per nuovi talenti di un locale di Los Angeles.

## Produzione

### Riprese
Il film è girato pressoché interamente nel quartiere di Red Hook a Brooklyn, dove è anche ambientato.